# 1944 chez Disney
Cet article présente la liste des évènements de la Walt Disney Productions ayant eu lieu en 1944.

## Événements

### Janvier
- 7 janvier 1944, Sortie du court métrage Le Pélican et la Bécasse (The Pelican and the Snipe)[1]

### Février
- 18 février 1944, Sortie du Donald Duck  Donald joue du trombone[2]

### Mars
- 10 mars 1944, Sortie du Dingo Le Golf (How to Play Golf)[3]
- 31 mars 1944, Sortie du Donald Duck Donald et le Gorille[4]

### Avril
- 21 avril 1944, Sortie du Donald Duck L'Œuf du condor géant[5]

### Juin
- 23 juin 1944, Sortie du Pluto Le Printemps de Pluto[6]

### Septembre
- 1er septembre 1944, Sortie du Donald Duck Inventions nouvelles (The Plastics Inventor)[7]
- 15 septembre 1944, Sortie du Dingo Dingo joue au football (How to Play Football)[3]
- 22 septembre 1944, Sortie du Pluto Premiers Secours[8]

### Décembre
- 8 décembre 1944, Sortie du Donald Duck Donald est de sortie[9]
- 21 décembre 1944, Première mondiale du film Les Trois Caballeros au Mexique[10],[11]